# Pieve di San Michele Arcangelo (Terenzo)
La pieve di Santa Maria Assunta, nota anche come pieve di Corniana o chiesa vecchia, è un luogo di culto cattolico sconsacrato dalle forme romaniche situato a Corniana, piccola frazione del comune di Terenzo, in provincia e diocesi di Parma.

## Storia
La piccola pieve fu edificata nel XIII secolo lungo il percorso della via di Monte Bardone, alla base dello sperone roccioso su cui probabilmente era stato innalzato pochi anni prima il castello di Corniana per volere del vescovo di Parma.
La vicina rocca lignea, a lungo contesa tra la diocesi e il Comune di Parma, fu ricostruita in pietra agli inizi del XV secolo dai conti Rossi, ma cadde in seguito in rovina; nel tempo gli abitanti ricostruirono il borgo leggermente più a est e la pieve si trovò sempre più isolata rispetto al centro, ove tra la fine del XVIII e l'inizio del XIX secolo fu innalzata una nuova cappella.
La pieve fu ristrutturata nel XVIII secolo con la ricostruzione della parte sommitale del campanile, l'aggiunta della cappella laterale e la decorazione della zona presbiteriale.
Nel 1881 fu costruito il sagrato antistante l'antico luogo di culto.
Nel 1931 furono completati i lavori di riedificazione della nuova chiesa neoromanica del borgo, che fu intitolata a san Michele Arcangelo; la vecchia pieve fu quindi sconsacrata e adibita a fienile.
La struttura medievale fu acquistata verso la fine del XX secolo da un abitante di Corniana, che ne avviò i lavori di restauro; oggi l'edificio è utilizzato quale sede di mostre temporanee.

## Descrizione

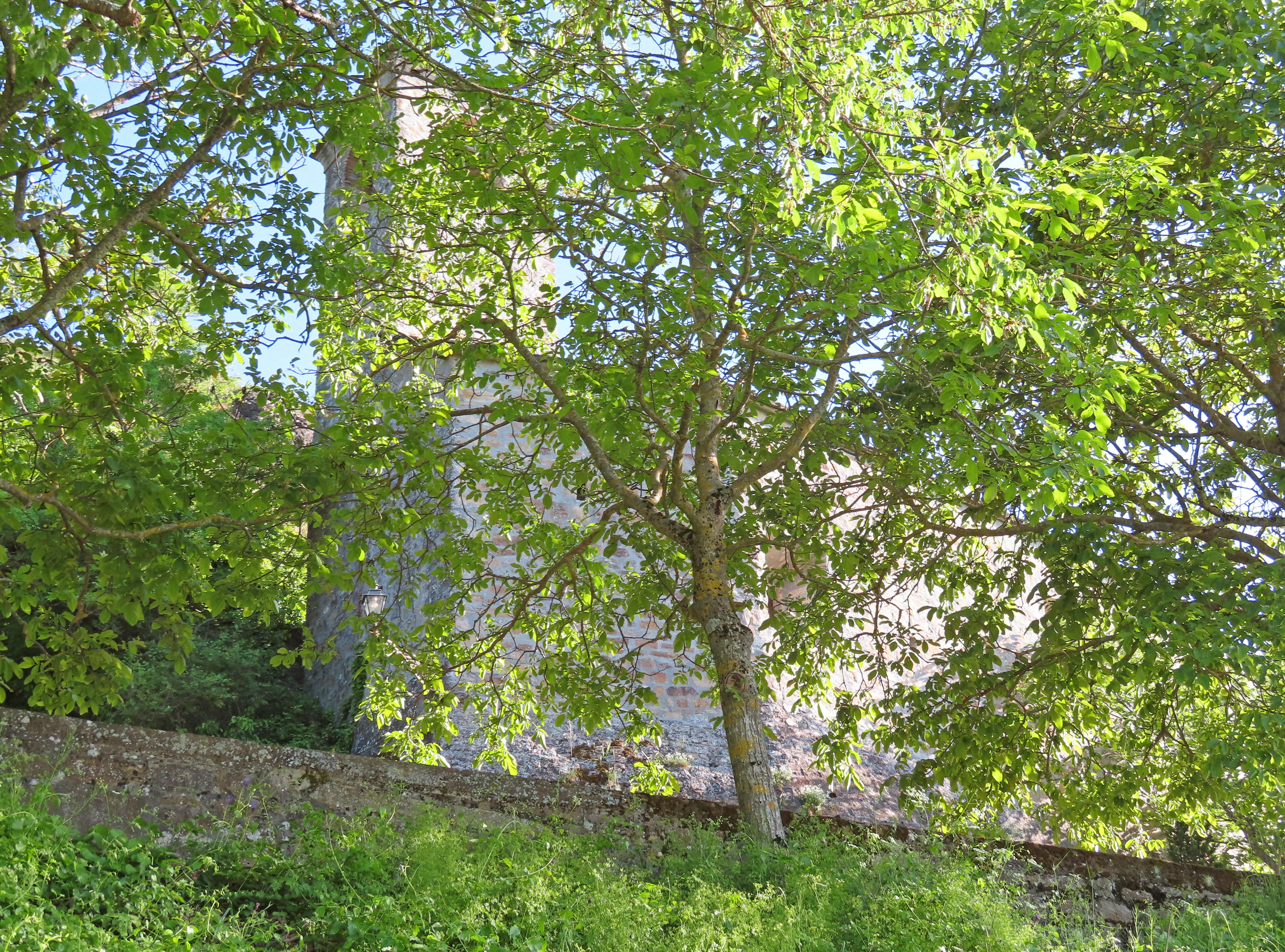
Lato nord e campanile

La pieve si innalza su un terrapieno sviluppandosi su un impianto a navata unica, con ingresso a ovest e presbiterio a est.
L'asimmetrica facciata a capanna, orientata in verso opposto rispetto alla strada di accesso, è preceduta dal sagrato ottocentesco, raggiungibile attraverso una scalinata in pietra che aggira l'edificio; il piccolo piazzale, affiancato da una parete contenente alcuni bassorilievi e iscrizioni medievali, è retto da un alto muro di sostegno, sostenuto da un'ampia arcata in laterizio. Il semplice prospetto principale, interamente rivestito in pietra come il resto della struttura, è caratterizzato dalla presenza di una finestra a croce greca al di sopra del portale d'ingresso decentrato.
Il lato nord, affacciato verso la vallata, presenta alcune aperture rettangolari disposte disordinatamente.
Sul retro si eleva, in perfetta continuità con la parete del presbiterio, l'alto campanile, caratterizzato dalle semplici aperture ad arco a tutto sesto della cella campanaria.
All'interno la spoglia navata, coperta da un soffitto a capriate lignee, è affiancata sulla destra dalla cappella aggiunta nel XVIII secolo; le pareti sono interamente rivestite in pietra, mentre il presbiterio è decorato con una cornice settecentesca ma mostra ancore alcune tracce di affreschi risalenti alla fine del XV secolo.
Gli antichi arredi, costituiti da un baldacchino risalente al 1850 e due confessionali, di cui uno più elegante, probabilmente realizzato intorno al 1730 dallo scultore Giulio Seletti, e uno più rustico, opera di un artigiano locale del XVIII secolo, furono rimossi nel 1931 e trasferiti nella nuova chiesa di San Michele Arcangelo.